# Teatre romà d'Aspendos

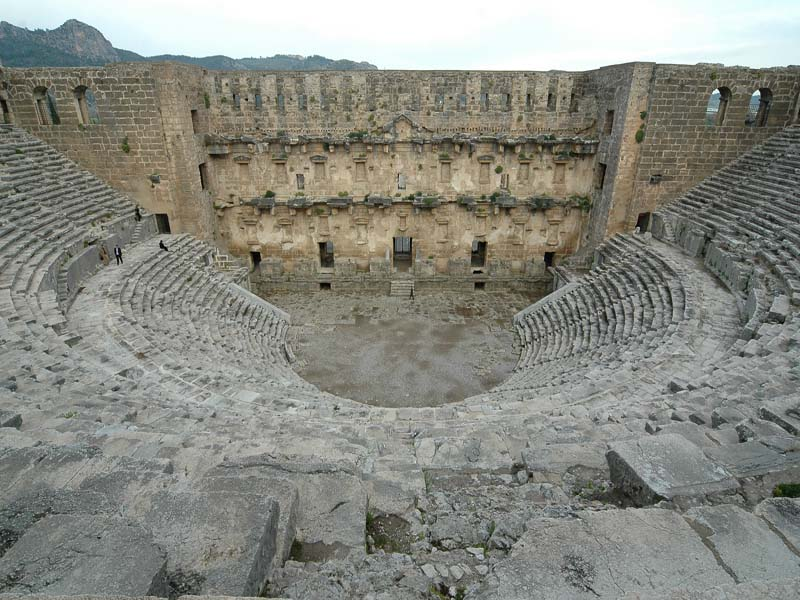
El Teatre romà d'Aspendos.

El Teatre romà d'Aspendos és un dels teatres més ben conservats del món.
Està situat a l'antiga Pamfília, la moderna Belkis, al sud de (Turquia), a la costa mediterrània i a 47 km de la ciutat d'Antalya. Dissenyat per l'arquitecte Zenó durant l'època de l'emperador Marc Aureli (mitjans del segle ii d J), sobre les restes d'un teatre grec anterior. Té un diàmetre de 96 metres. Fidel a la tradició hel·lènica, una part molt gran del teatre reposa sobre la falda d'un turó. La càvea té 41 files de bancs, amb capacitat per a 15.000 espectadors. La paret de l'escenari està completament intacta, només ha desaparegut el sostre de fusta original de vuit metres de profunditat. Al voltant del teatre s'han trobat 58 forats on abans hi havia pals que es podien utilitzar per estirar una gran vela sobre la tribuna per protegir els espectadors del sol.
Durant el govern dels turcs Seljúcides (segle xiii) va ser reparat i se li va afegir l'entrada.